# ちょっとなら媚薬
「ちょっとなら媚薬」（ちょっとならびやく）は、1983年4月13日に発売された柏原芳恵の13枚目のシングル。

## 概要
作詞、作曲はA面B面とも山口百恵の作品を多数手掛けた阿木燿子・宇崎竜童夫妻が初めて担当した。
オリコンチャートの最高位は10位、シングル売上は12.5万枚。公称シングル売上は24万枚を記録。また、TBS系『ザ・ベストテン』での最高位は10位、日本テレビ系『ザ・トップテン』での最高位は6位だった。

## 収録曲
- 全曲作詞：阿木燿子／作曲：宇崎竜童／編曲：萩田光雄

1. ちょっとなら媚薬 (3分19秒)
2. Blue Honeymoon (3分49秒)